# Mniophilosoma obscurum
Mniophilosoma obscurum é uma espécie de insetos coleópteros polífagos pertencente à família Chrysomelidae.
A autoridade científica da espécie é Gillerfors, tendo sido descrita no ano de 1986.
Trata-se de uma espécie presente no território português.